# Dinno-Syndrom
Das Dinno-Syndrom ist eine sehr seltene angeborene Erkrankung mit den Hauptmerkmalen Kontrakturen, Pterygium colli (Flügelfell am Hals), Mikrognathie und Hypoplasie der Brustwarzen.
Synonyme sind: Kontrakturen-Pterygium colli-Mikrognathie-hypoplastische Mamillen-Syndrom; englisch Contractures-webbed neck-micrognathia-hypoplastic nipples syndrome
Die Bezeichnung bezieht sich auf den Erstautoren der Erstbeschreibung aus dem Jahre 1976 durch Dinno und Weisskopf. Zitiert nach

## Verbreitung
Die Häufigkeit wird mit unter 1 zu 1.000.000 angegeben, bislang wurden lediglich zwei Patienten bekannt.

## Klinische Erscheinung
Klinische Kriterien sind:
- Mikrognathie
- Pterygium colli
- Gelenkkontrakturen
- Hypoplasie der Mamillen